# 上海先驱报
《上海先驱报》（The Shanghai Herald）是歷史上一份在中国上海出版的英文报纸。該報紙由來自德国柏林的記者创办。他還雇佣了两名来自奥地利維也納的记者。這些記者之前有在上海犹太纪事报工作的經歷。桂中樞擔任該報編輯。
1946年3月1日，《上海先驅報》與另一份報紙《Shanghai Journal》合并。上海先驱报此後开始出版《上海先驱报/德语增刊》。